# Klokočov (zámek, okres Havlíčkův Brod)
Lovecký zámek Klokočov byl vystavěn nad Klokočovskou Lhotkou v kraji Vysočina. Zámeček je nově po kompletní rekonstrukci interiérů i exteriéru, která mu navrátila jeho původní podobu z 19. století. Spolu s místním hostincem slouží zámeček jako soukromý resort především k pořádání svateb a firemních akcí.

## Historie
Zámek Klokočov nechal v roce 1789 v barokním slohu postavit Jan Karel Schönowetz z Ungarswertu. Ten o rok dříve získal Klokočov a Běstvinu. V roce 1796 se majitelem stal čáslavský kupec J. Mucha a od té doby byl Klokočov centrem samostatného panství.
Po druhé světové válce sloužil zámek jako rekreační středisko Východočeských energetických závodů. V současné době je po privatizaci a nadále slouží k rekreačním účelům.

## Popis
Jedná se o jednoduchou patrovou budovu s mansardovou střechou. Interiér budovy byl zrekonstruován a vybaven historickým nábytkem tak, aby co nejvěrněji napodobil původní stav z 19. století.